# Sven Kilander
Sven Adolf Kilander, född den 7 maj 1917 i Östersund, död den 12 mars 1995 i Uppsala, var en svensk lärare och botanist.
Kilander avlade studentexamen 1935, filosofisk ämbetsexamen vid Uppsala universitet 1941 och filosofie licentiatexamen 1952. Han promoverades till filosofie doktor 1955. Kilander blev lärare 1942, adjunkt i Edsbyn 1948, lektor vid Åmåls högre allmänna läroverk 1952 och vid Skara katedralskola 1954. Han publicerade Zur Kenntnis der schwedischen Landschweine (1942), Kärlväxternas övre gränser på fjäll i sydvästra Jämtland (doktorsavhandling 1955), Clas Bjerkander, Olof Knös och Kinnekulles flora (1975), Clas Bjerkanders beskrivning av Sidön (1983) och Skaratraktens flora (1985). Kilander var medredaktör av Skaraborgsnatur: årsskrift för Skaraborgs naturskyddsförening och medverkade i Västgötalitteratur, i Svenska Linnésällskapets årsskrift samt i Från Borås och de sju häraderna. Han vilar på Uppsala gamla kyrkogård.